# Коркмасов Джелал-ед-Дін
Джелал-ед-Дін Коркмасов (*1 жовтня 1877 —27 вересня 1937) — державний та громадський діяч, просвітник, письменник Дагестану. Репресовано у 1937 році, реабілітовано посмертно.

## Життєпис

### Молоді роки
Походив з роду Коркмасових, які були почесними спадковими узденями (шляхтичами). Його дід по батькові боровся на стороні імама Шаміля і за непокірність був висланий до Сибіру, де і був розстріляний. Батько Джелалед-Діна — Асельдера Коркмасов було забрано царським урядом до Санкт-Петербурга для служби і виховання в вірнопідданському дусі у Лейб-гвардії власного конвою Його Імператорської Величності Олександра II.
Народився Джелал-ед-Дін Коркмасов 1 жовтня 1877 року у селі Кумторкала Темір-Хан-Шуринського округу Дагестанської області (нині с. Коркмаскала, Кумторкалінського району Республіки Дагестан). Почавши навчання в Темир-Хан-Шуринському реальному училищі, Д.Коркмасов з 2-го класу переводиться на класичне відділення Ставропольської гімназії, що вирізнялася своїми волелюбними настроями.
У 1897 році, після закінчення гімназії, поступає на природничий факультет Московського університету, де бере активну участь у студентських спільнотах. У 1898 році перебирається до Франції, де поступає на природничий факультет Сорбони. тут він остаточно перейшов на республіканські позиції. Водночас спочатку на Коркмасова впливають анархістські ідеї, почерпнуті з Кропоткинского журналу «Ла-Револьте». При цьому стає шанувальником ідей Огюста Конта. Згодом захоплюється ідеями соціал-демократії. Під час навчання у Сорбоні відвідує Вищу школу соціології та антропології. У 1901 році відвідує Вільний російський університетет у Парижі, де слухає лекції І. Мечникова, К. Тімірязєва, де Роберті, Є. Анічкова, М. Туган-Барановського, К. Бальмонта, Е. Вандервельда, П. Виноградова, І. Лучицького, П. Струве, М. Баженова, В. Пржевальського, В. Анрі, М. Карєєва. У 1903 році тут знайомиться з В. Леніним, майбутнім головою Радянського Союзу.

### Революція 1905 року
У 1905 році повертається до Дагестану, де займається правозахисною практикою, стає дійсним членом «Товариства просвіти тубільців-мусульман Дагестанської області». Того ж року по всій країні підіймається робітничий рух проти самодержавства, який вплинув на робітничі та селянські маси Дагестану. До осені повсюдно зростаюче невдоволення дагестанських селян своїм становищем штовхає їх на революційні виступи. У цих обставинах організація селянських мас та їх згуртування, стає для Д. Коркмасова, однією з найважливіших політичних завдань дня. Він створює «Селянський центр», що став захисником їх інтересів.
Разом з М. Дахадаєвим, М-М. Хізроєвим, П. Ковальовим Д. Коркмасов робить кроки до об'єднання розрізнених революційно-налаштованих сил, створенню дагестанського обласного комітету РСДРП, від імені якого, на виконання рішення III з'їзду РСДРП з селянського питання, що закликав селян до колективної відмови від платежів податків, що знайшли гарячий відгук серед дагестанських селян, були написані і поширювалися листівки. За Коркмасова разом з товаришами арештовують та ув'язнюють у Темір-Хан-Шуринській тюрмі. Проте під тиском громадськості у березні 1906 року його звільняють. Коркмасов бере участь у виборах й стає виборником до I Державної думи Російської імперії.
У травні 1906 року за антиурядову діяльність, виступи проти дій Кавказького намісництва, яке обмежувала права Дагестану, Джелал-ед-Діна Коркмасова арештовують до засуджують на заслання до Олонецької губернії (сучасна Республіка Карелія). Втім завдяки клопотанням заслання замінено на пожиттєву еміграцію.

### Еміграція
У лютому 1907 року Коркмасов перебирається до Парижу, де приєднується до робочого та соціалістичного руху. Затоваришував з французькими соціалістами Жюлем Гедом і Жаном Жоресом, майбутнім засновником Комуністичної партії Туреччини Мустафою Субхі. Водночас поступає до правничого факультету Сорбони. У 1908 році, почувши про революційні події в Османській імперії, перебирається до Стамбулу. З 23 жовтня 1909 року видає російськомовну газету «Стамбульські новини», передплата якої охоплювала не лише найбільші міста Османської імперії, а й Російської — Санкт-Петербург, Москву, Баку, Казань, Київ, Одесу, Ялту, Коканд. У 1910 році стає членом Османської соціалістичної партії. Під час перебування в Османській імперії написав працю «Путівник Константинополем». Внаслідок конфліктів з младотурками у 1911 році повертається до Парижу, де продовжив навчатися на правничому факультету Сорбони. У Парижі Коркмасов перебував до березня 1917 року.

### На чолі Дагестану

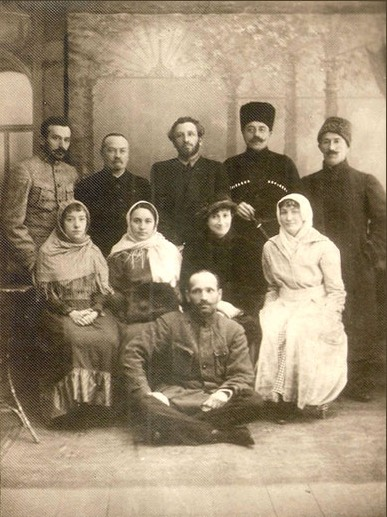
Ліворуч: 3-й стоячий Джелал-ед-Дін Коркмасов

Поверненню Д.Коркмасова сприяло повалення імператора Миколи II та утворення Тимчасового уряду. З Парижу він перебирається до Москви, де бере участь у пленарному засіданні Першого Всеросійського мусульманського з'їзду, що проходив з 1 по 11 травня 1917 року.
У Темір-Хан-Шурі (сучасне м. Буйнакськ) він утворює соціалістичну групу. Незабаром Коркмасов на чолі соціалістичної фракції входить до складу Тимчасового обласного виконкому, де одночасно очолює Обласний земельний комітет і, від Дагестанської соціалістичної групи обирається до Всеросійських Установчих Зборів. На початку серпня 1917 року Соціалістична група, діючи через очолюваний Д. Коркмасовим «Обласний Земельний Комітет» під гаслом «Землю тим, хто її обробляє» скликала і провела під його головуванням Аграрний з'їзд. Слідом за цим успішно провів у життя рішення цього з'їзду, що забезпечило високий авторитет Коркмасова. Завдяки цього соціалісти на нових виборах до Тимчасового обласного виконкому здобули повну перемогу. Коркмасов стає головою виконкому, фактично уряду Дагестану. Спроба супротивників Кооркмасова протиставити імама Намуджина Гоцинського, обраного на Андійському з'їзді, виявилася невдалою. Тоді у січні 1918 року Гоцинський спробував збройно повалити уряд Коркмасова. Але рішучі дії останнього зламали плани ворогів соціалістів.
Коркмасов у лютому 1918 року на II П'ятигорському з'їзд рад підтримав встановлення влади В.Леніна та оголошення Радянської республіки. В результаті дій Коркмасова влада рад було швидко встановлена у Дагестані. 19 квітня було утворено Дагестанський обласний військово-революційний комітет, головою якого став Коркмасов. 21 липня на I з'їзді Рад робітничих, селянських і червоноармійських депутатів оюирається Дагестанський обласний виконком на чолі з Д. Коркмасовим, який став водночас головою Темір-Хан-Шуринської ради. Оголошується Республіка горців Кавказу.
В цей момент він стикнувся із загрозою окупації Дагестану армією Денікіна (з півночі), з південного заходузагрозу перетворилася Османська імперія, з півдня військо Л.Бічерахова, що спирався на підтримку Великої Британії. В результаті в жовтні 1918 року соціалісти на чолі з Коркмасовим зазнали поразки. Він перейшов до партизанських дій. У 1919 році створює базу у рідному селі Кутомкала. Для консолідації зусиль скликає підпольну обласну конференцію РСДРП (б), де утворено Військову раду Республіки та Дагестанський обком РКП(Б). У своїй боротьбі отримав підтримку впливового шейха Алі-Гаджи Акушинського. Проте тривалий час партизанські дії Коркмасова не мали істотного впливу на ситуацію.
Після поразки повстання члени Військової ради на чолі з Д.Коркмасовим виїхали до Баку. У серпні 1919 року на засіданні Кавказького крайкому ЦК РКП(б) в Тифлісі Д.Коркмасова було обрано членом Кавказького крайкому ЦК РКП(б). Для організації антіденікінської боротьби в Дагестані і на Північному Кавказі, Кавказький Крайком утворив Горську секцію. 4 вересня 1919 в Баку був відновлений Дагестанський обласний комітет РКП(б), його головою був обраний Д. Коркмасов. Того ж місяця він повернувся до Дагестану, де разом з Алі-Гаджи Акушінським і Узун-Хаджі, стає почесним головою Ради Оборони Північного Кавказу і Дагестану, незабаром Коркмасов очолив Центральну Революційну Ради Оборони Північного Кавказу і Дагестану та «Армію Вільного Дагестану». Коркмасов очолив боротьбу проти денікінцев, яка тривала 10 місяців. У березні 1920 році загони Коркмасова повністю звільнили Дагестан від ворога.
За ці успіхи Коркмасов став першим дагестанцем, якого було нагороджено у квітні 1920 року Орденом Бойового Червоного Прапору. 11 квітня стає головою Дагестанського обласного ревкому та Дагестанського обкому. Займається відновленням цілісності Дагестану, що досягає поверненням в його склад Хасавюртовського району. Започаткований тоді ж процес приєднання Ногайських і Караногайських земель, території Кізлярського округу, успішно завершиться у листопаді 1922 року. У ці ж роки домагається поверненню Дагестану його рибних промислів, вживає заходів до переносу з Темір-Хан-Шури і будівництва нової столиці Дагестану — Махачкали (колишній Порт-Петровськ).
З 1 по 7 вересня 1920 року на чолі дагестанської делегації Д.Коркмасов бере участь у роботі Першого з'їзду народів Сходу в Баку, що зібрав представників різних країн та народів і входить до складу його Президії. Разом з Комінтерном та ЦК РКП(Б) утворює Раду дії. Водночас призначається першим радником Полпредста РСФРР у Туреччині. 13 листопада головуючи на Надзвичайно з'їзді народів Дагестану, сприяв оголошенню його автономією. Надзвичайний з'їзд народів Дагестану, делегувавши групу делегатів на VIII Всеросійський з'їзд Рад, обрав з її ж складу і надзвичайну делегацію на чолі з Д. Коркмасова для зустрічі з В. Леніним і вироблення основних положень Конституції Дагестанської Республіки.
20 січня 1921 дагестанська делегація очолювана Д. Коркмасовим підписала в Президії ВЦВК РРФСР Акт про входження Дагестанської Республіки до складу Російської Федерації, в якому обмовлялося особлива і безпосередня взаємодія Дагестанської Республіки з центральними органами. Після цього Коркмасов брав участь у Московській конференції з турецького питання. 16 березня того ж року разом з Г. Чичеріним підписав Договір про дружбу РСФРР з Турецькою республікою. Разом з дипломатичною діяльністю Коркмасов сприяв створенню у Москві Інституту вивчення Дагестану та домігся спрямуванню Дагестану коштів — 5,5 млрд карбованців. Також домігся створення національних дагестанських збройних формувань на противагу російським ЧК, що викликали невдоволення населення. В цьому питанні Коркмасова підтримав В. Ленін.
По поверненню до Дагестану 5 грудня 1921 року обирається головою Ради народних комісарів Дагестанської АРСР (до 1931 року) та головою Вищої Економічної ради республіки (до 1924 року). Він підтримав впровадження Нової економічної політики (НЕПа). Стає ініціатором і провідником у життя багатьох великих починань — освоєння природних багатств, будівництва великих промислових об'єктів, іригаційних споруд, зрошувальної системи, проведення земельно-водної реформи, будівництва мостів, розширення мережі ґрунтових, шосейних і автомобільних доріг, облаштування і обладнання морського порту, розвитку рибного і торгового флоту, створення першого авіазагону. Величезне значення він надавав питанням організації охорони здоров'я і освіти, максимальному розвитку культури, театральної, музейної справи. Вміле урядування в умовах НЕПу дозволило Коркмасову повністю забезпечити Дагестан харчами й навіть надсилати допомогу населенню Поволжя, де вирував голод.
У 1931 році обирається заступником Голови Ради національностей ЦВК СРСР. На цій посаді був куратором освіти, науки, видавничої діяльності, керував Загальносоюзним Центральним комітетом зі створення нової абетки. 22 червня 1937 року заарештовано НКВС, у Бутирській тюрмі змусили підписали зізнання у змові. 27 вересня оголосили смертний вирок, який здійснили негайно.